# Алфавітна Вежа
Алфавітна Вежа (груз. ანბანის კოშკი [Анбаніс кішки]) —  вежа висотою 130 метрів, що знаходиться в місті Батумі, Грузія. За формою вежа нагадує структуру ДНК, де на подвійній спіралі зображені 33 букви грузинської абетки, що символізують унікальність грузинського алфавіту і людей. Літери виготовлені з алюмінію, кожна заввишки 4 метри. Посередині будівлі розміщений ліфт, який веде до оглядової сфери на самій вершині. 

## Будівництво
Над будівництвом вежі працювала іспанська компанія CMD Ingenieros, а головним архітектором був Альберто Домінго Кабо (який такою проектував грузинський парламент в м. Кутаїсі). Для будівництва з президентського фонду і мерії міста виділили 65 млн. ларі, проте знадобилося всього 64 мільйони.
Саме будівництво почалося 10 жовтня 2010 року, а завершилося в грудні 2011 року.

## Сучасний стан
Вежа знаходиться на північній стороні від морського узбережжя міста, через що з неї відкривається гарний вид на панораму міста, а також на гори і Чорне море. Витрати на утримання вежі були надзвичайно високими — 700 тисяч ларі на рік. Тож у 2015 році мерія віддала будівлю на 20 років в оренду іспанській компанії Boost Spain S.I за символічну плату в 1 ларі.
У 2016 році на оглядовому майданчику відкрився ресторан для відвідувачів. На обслуговування об'єкта щороку витрачається близько 60 000 ларі.